# Южноуральский сельсовет (Оренбургский район)
Южноуральский сельсовет — сельское поселение в Оренбургском районе Оренбургской области Российской Федерации.
Административный центр — село Южный Урал.

## История
24 сентября 2004 года в соответствии с законом Оренбургской области № 1472/246-III-ОЗ образовано сельское поселение Южноуральский сельсовет, установлены границы муниципального образования.

## Население
| 2010  | 2012  | 2013  | 2014  | 2015  | 2016  | 2017  |
| ----- | ----- | ----- | ----- | ----- | ----- | ----- |
| 2073  | ↗2177 | ↗2399 | →2399 | ↗2693 | ↗2904 | ↗3160 |
| 2018  | 2019  | 2020  | 2021  |       |       |       |
| ↗3300 | ↗3431 | ↗3538 | ↗4665 |       |       |       |

## Состав сельского поселения
| № | Населённый пункт       | Тип населённого пункта       | Население |
| - | ---------------------- | ---------------------------- | --------- |
| 1 | 19 км                  | разъезд                      | 33        |
| 2 | Нижнепавловские Лагеря | деревня                      | 8         |
| 3 | Южный Урал             | село, административный центр | ↗4599     |